# Худоян, Эдмонд Гагикович
Эдмонд Гагикович Худоян (род. 16 июля 1996, Златоуст, Челябинская область) — российский боксёр-любитель, армянского происхождения, выступающий в первой наилегчайшей и в наилегчайшей весовых категориях. Выступает за сборную России по боксу, мастер спорта России международного класса (2018), бронзовый призёр чемпионата мира (2023), четырёхкратный чемпион России (2019, 2020, 2021, 2022), двукратный бронзовый призёр чемпионата России (2017, 2018), серебряный призёр Всероссийской Спартакиады (2022), чемпион мира среди студентов (2018), участник чемпионата мира 2021 года, многократный победитель и призёр международных и национальных турниров в любителях.

## Биография
Эдмонд Худоян родился 16 июля 1996 года в городе Златоуст, в Челябинской области России.

## Любительская карьера

### 2014—2017 годы
В мае 2014 года, в Оренбурге он стал чемпионом России среди юношей в весе до 46 кг, где в финале по очкам (3:0) победил Шамиля Котлубаева.
Потом были неудачи на взрослых чемпионатах России 2015 года в Самаре и 2016 года в Оренбурге, где он в категории до 49 кг не смог пройти дальше первого раунда соревнований.
И в начале октября 2017 года, в Грозном он стал бронзовым призёром чемпионата России, в категории до 49 кг, в полуфинале по очкам (0:5) проиграв Артышу Сояну.
Он дважды становился чемпионом России среди студентов в 2017 и 2018 годах.

### 2018—2020 годы
В сентябре 2018 года, в Элисте (Россия) стал чемпионом мира среди студентов, в весе до 49 кг, на чемпионате проводимом под эгидой FISU, где он в финале по очкам (5:0) победил опытного японца Юдаи Шигеока.
А в октябре 2018 года, в Якутске второй раз стал бронзовым призёром чемпионата России, в категории до 49 кг, в полуфинале по очкам (0:5) проиграв Батору Сагалуеву.
И в конце октября 2018 года ему было присвоено спортивное звание «Мастер спорта России международного класса» по боксу.
В ноябре 2019 года стал чемпионом России в Самаре, в весе до 49 кг, в финале победив Артыша Сояна.
В декабре 2020 года вновь стал чемпионом России в Оренбурге, в весе до 49 кг, в финале победив Володю Мнацаканяна.

### 2021—2022 годы
В сентябре 2021 года, в третий раз стал чемпионом России в Кемерово, в весе до 48 кг, в финале единогласным решением судей победив Игоря Царегородцева.
В конце октября 2021 года в Белграде (Сербия) участвовал на чемпионате мира, в категории до 48 кг. Где он в 1/16 финала соревнований по очкам единогласным решением судей (5:0) победил бронзового призёра молодёжного чемпионата Европы-2021 украинца Андрея Ефимовича, но затем в 1/8 финала путём дисквалификации во 2-м раунде, после снятия трёх баллов от рефери, проиграл японскому боксёру Казума Аратаке.
В феврале 2022 года стал победителем в весе до 48 кг престижного международного турнира «Странджа» проходившем в Софии (Болгария), где он в финале по очкам победил чемпиона Украины Андрея Тишковеца.
В августе 2022 года, в Москве стал серебряным призёром в категории до 51 кг Всероссийской Спартакиады между субъектами РФ по летним видам спорта среди сильнейших спортсменов, где он в полуфинале единогласным решением судей победил Игоря Царегородцева, но в финале единогласным решением судей проиграл опытному Ахтему Закирову из Новосибирской области.
В октябре 2022 года, в четвёртый раз стал чемпионом России в Чите, в весе до 48 кг, в финале опять победив Володю Мнацаканяна.

### 2023 год
В феврале 2023 года стал победителем международного турнира на призы короля Марокко Мухаммеда VI в Марракеше (Марокко), где он в полуфинале по очкам единогласным решением судей (5:0) победил опытного испанского боксёра Рафаэля Лозано, а в финале по очкам единогласным решением судей (5:0) победил марокканца Хамза Эссаади.

### 2024 год
Стал победителем розыгрыша Кубка России.
В апреле 2024 года на чемпионате Европы в Белграде (Сербия) завоевал титул чемпиона Европы по боксу в категории до 48 кг. Эдмонд Худоян в четвертьфинале по очкам со счётом 5:0 победил поляка Якуба Слонимского, в полуфинале победил болгарина Эргюнала Себахтина, а в финале победил армянина Барегама Арутюняна.

## Спортивные результаты

### В любителях
- Чемпионат России по боксу 2017 года — ;
- Чемпионат России по боксу 2018 года — ;
- Чемпионат мира среди студентов[англ.] 2018 года — ;
- Чемпионат России по боксу 2019 года — ;
- Чемпионат России по боксу 2020 года — ;
- Чемпионат России по боксу 2021 года — ;
- Чемпионат России по боксу 2022 года — ;
- Всероссийская спартакиада 2022 года — ;
- Чемпионат мира по боксу 2023 года — ;
- Чемпионат Европы по боксу 2024 года — .
- Кубок России по боксу 2025 — ;